# Bacun-Brennofen
Der Bacun-Brennofen (chinesisch 扒村窑, Pinyin Bācūn yáo, englisch Bacun Kiln) in der Gemeinde Qianjing von Yuzhou in der chinesischen Provinz Henan war ein Keramikbrennofen des Cizhou-Brennofen-Typs in der Zeit der Tang- bis Yuan-Dynastie. Berühmt sind seine Erzeugnisse aus der Zeit der Song-Dynastie, Jin-Dynastie und Yuan-Dynastie.
Die Stätte des Bacun-Keramikbrennofens steht seit 2006 auf der Liste der Denkmäler der Volksrepublik China (6-154).